# Moranbong-guyŏk
Moranbong-guyŏk é uma das 19 regiões administrativas de Pyongyang, capital da Coreia do Norte.